# Villa Agnedo
Villa Agnedo – miejscowość i gmina we Włoszech, w regionie Trydent-Górna Adyga, w prowincji Trydent.
Według danych na rok 2004 gminę zamieszkiwało 811 osób, 57,9 os./km².